# Mitja Zastrow
Mitja Kolia Zastrow (ur. 7 marca 1977 w Mettmann w Niemczech) – holenderski pływak, specjalizujący się głównie w stylu dowolnym. Do 2003 roku reprezentował niemieckie barwy, lecz po konflikcie z Niemiecką Federacją Pływacką, zmienił obywatelstwo. Od 2004 roku reprezentuje Holandię na imprezach rangi mistrzowskiej.
W barwach Niemiec brązowy medalista mistrzostw świata na krótkim basenie z Aten w sztafecie 4 x 100 m stylem dowolnym.
W barwach Holandii srebrny medalista mistrzostw świata na krótkim basenie oraz brązowy medalista mistrzostw Europy z 2008 roku w sztafecie 4 x 100 m stylem dowolnym. 3-krotny medalista mistrzostw Europy na krótkim basenie.
Srebrny medalista Igrzysk Olimpijskich z Aten w sztafecie 4 x 100 m stylem dowolnym wraz z Pieterem van den Hoogenbandem, Johanem Kenkhuisem i Klaasem-Erikiem Zweringiem. Uczestnik kolejnych Igrzysk z Pekinu (10. miejsce w sztafecie 4 x 100 m stylem dowolnym i 38. miejsce na 100 m stylem dowolnym).